# メソアメリカの球戯

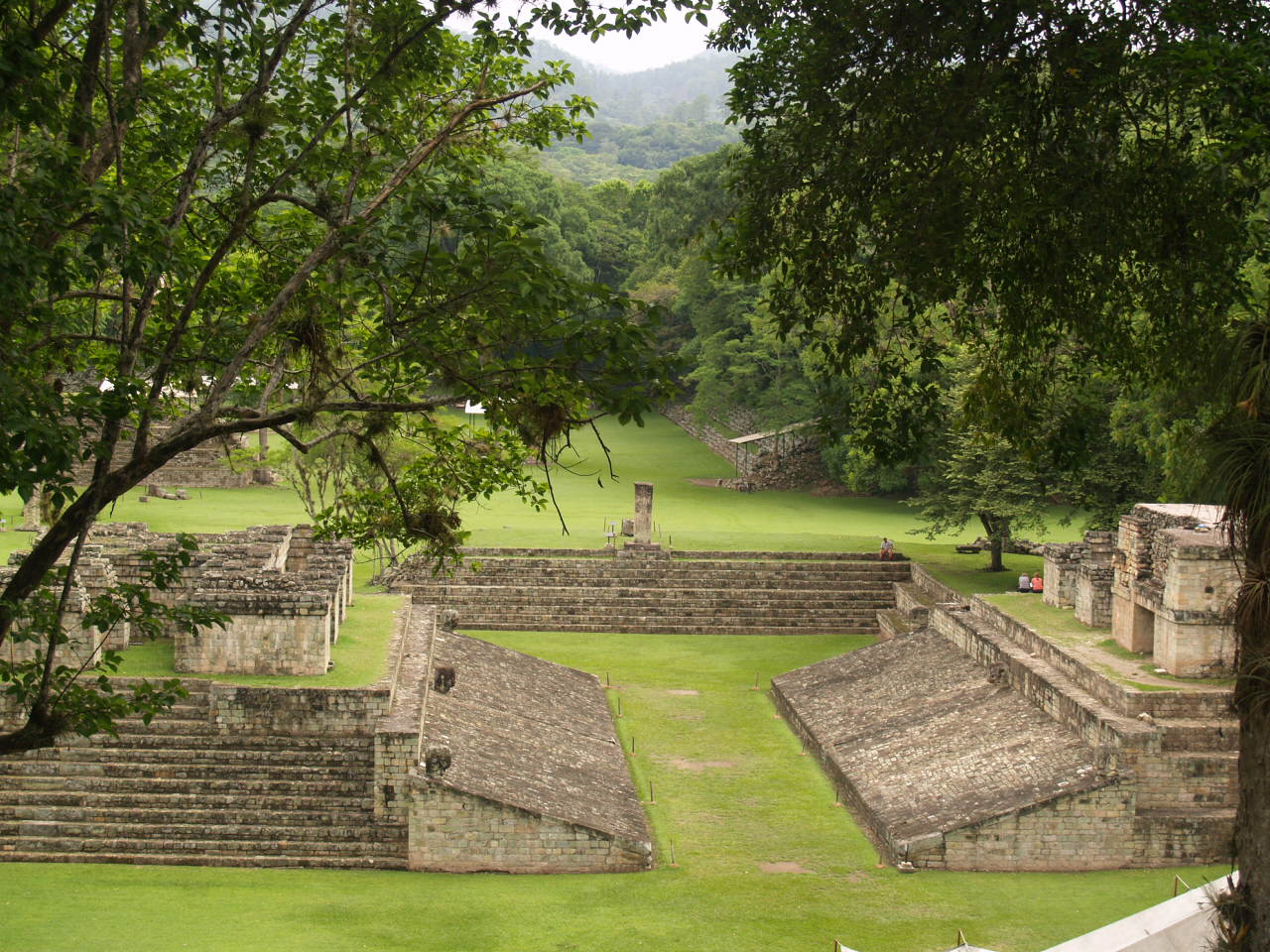
コパンの球戯場跡

メソアメリカの球戯（メソアメリカのきゅうぎ）とは、先コロンブス期以来メソアメリカで行われてきたゴム製ボールを使った競技である。メソアメリカでは紀元前から盛んに球戯が行われ、現在も一部の地域で伝統的な球戯が行われている。球戯にはスポーツとしての側面のほかに、宗教的・政治的な意味を持っていた。
なお、球戯は球技と同じだが、メソアメリカの場合は慣用的に「球戯」の字が使われることが多い。

## 競技の種類

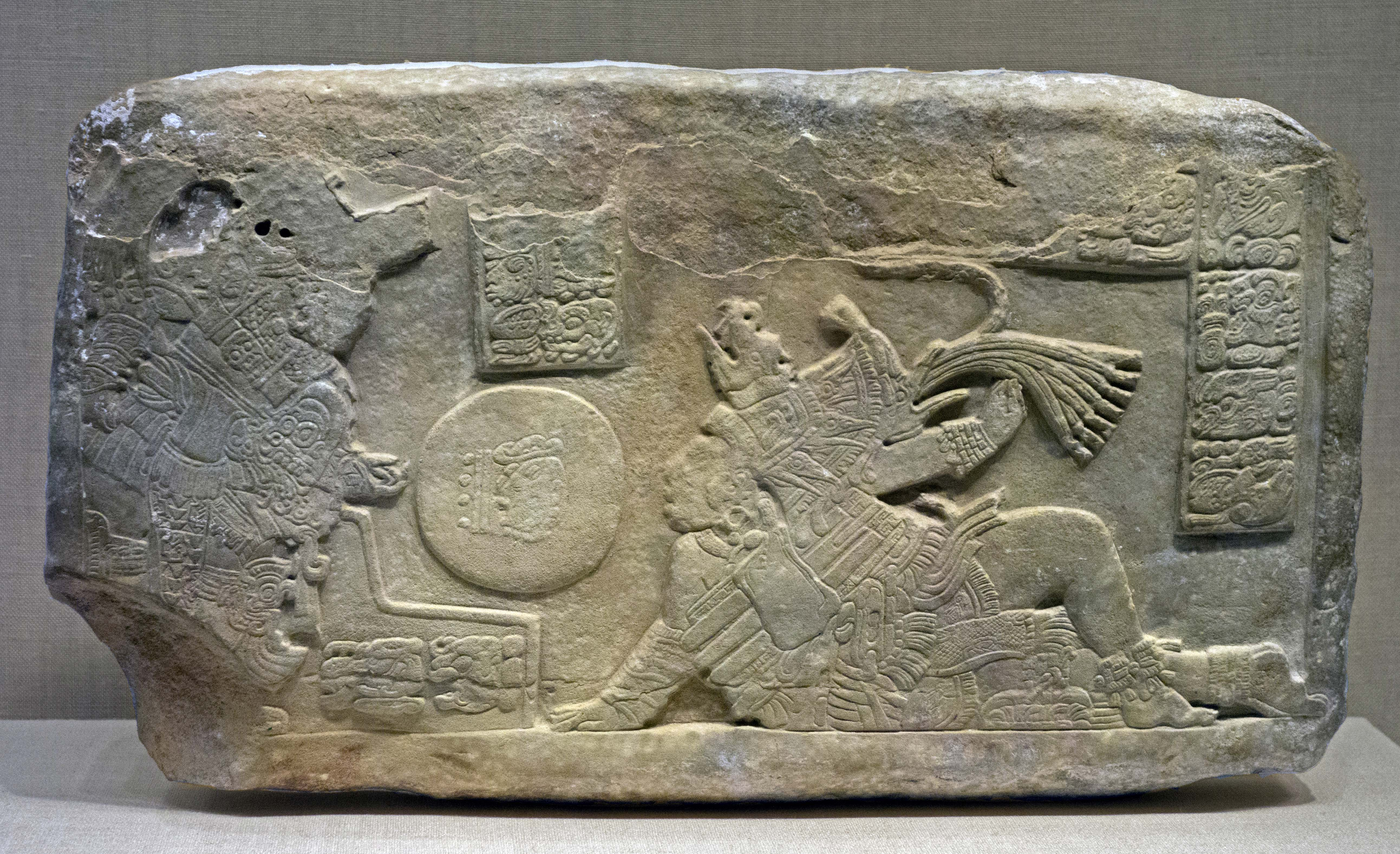
ラ・コロナの階段に刻まれた球戯者

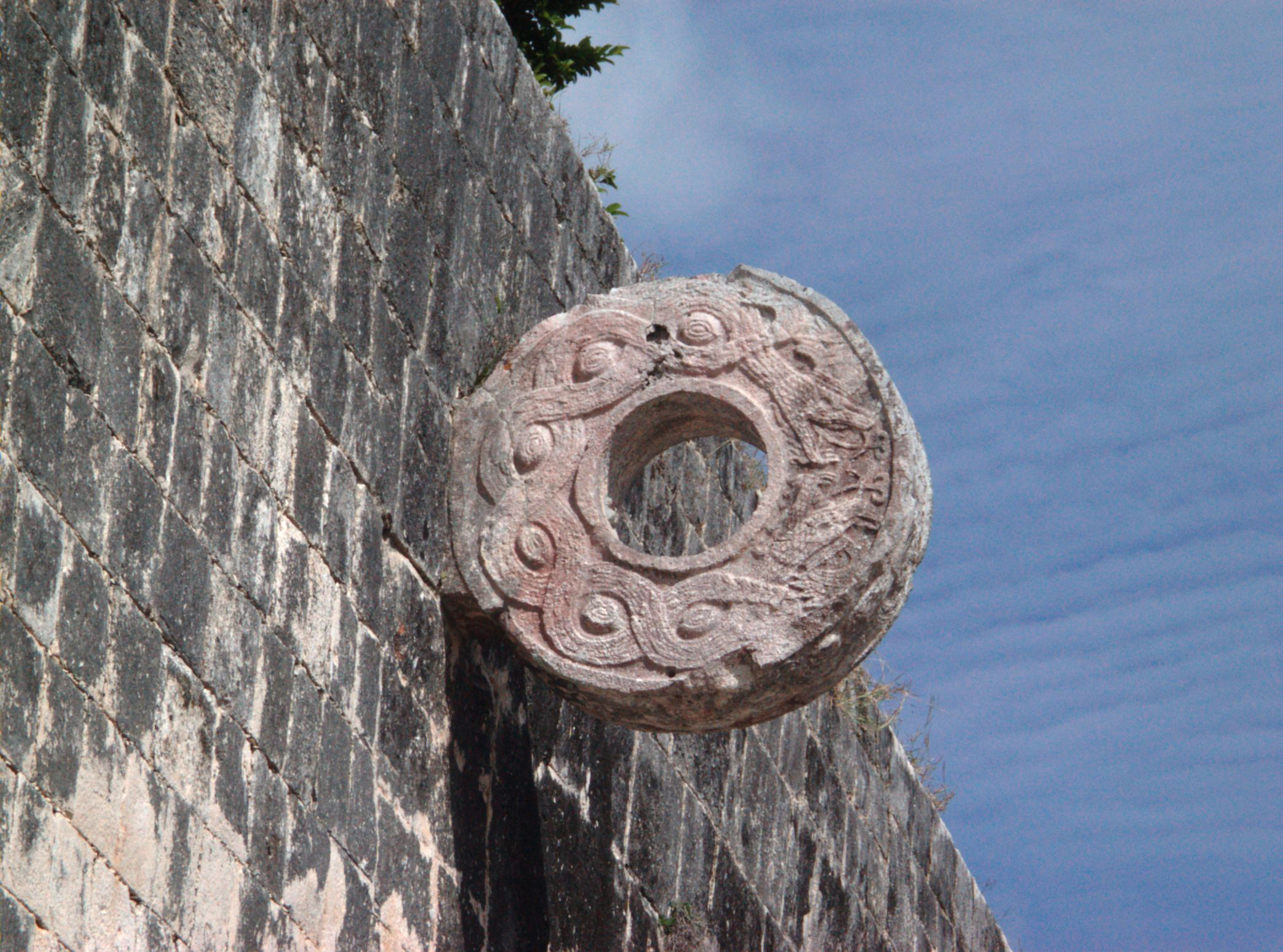
チチェン・イッツァの球戯場の側面に設けられた輪

球戯場の形状と大きさの比較

先コロンブス期に行われていた球戯としては3種類が知られる。ひとつは手で球を操作するもので、歴史的には一番古くからあった。この球戯には特別のコートを使用しなかった。ボールは比較的小さく、グレープフルーツほどの大きさだった。競技者は専用のヘルメットのような防具をつけていた。
第2の種類は手を使わずに球を操作するもので、メソアメリカの球戯としてもっともよく知られる。球は大きく、直径30センチメートルほどあり、重さは3キログラムに達する。細長い長方形をしたコートを持ち、両側面が高くなった専用の球戯場で競技する。競技者は腰を守るためにまわしのような防具をつけ（かつて誤ってくびきと考えられていたため、現在もくびきを意味するユーゴ(スペイン語: yugo)と呼ばれることがある）、ほかに膝や腕を守る防具をつけた。石で作られた防具が出土しているが、おそらく実用ではなく祭祀や記念のためのものと考えられる。競技者は2つのチームにわかれ、球戯場の両端に向かいあって競技する。コート上や両端には標識があり、それにボールを当てることによって得点する。アステカ時代にはトラチトリ（tlachtli）と呼ばれ、そのルールでは各チームの人数は1人から4人であり、壁に取りつけられた輪にボールを通すことによって勝ちになった。ただし、実際には輪にボールが通ることはめったになく、おそらく通常は得点によって勝敗が決まった。膝・もも・腹・尻を使ってボールを打ち、ボールを受けるために胴体ごとすべりこむことがあった。現代のシナロア州で同様のウラマ（ナワトル語のオラマリストリ ōllamaliztli に由来）というゲームが行われている。
第3の種類はホッケーに似た棒を使って球を操作するもので、テオティワカンのテパンティトラ地区の壁画に見える。

## 歴史
メソアメリカにおいて球戯がどのように発生したのかは明らかでないが、おそらくゴムの産地でもある低地のオルメカ文明において始まったと考えられる（オルメカという語自体「ゴムの人々」を意味する）。この地域では形成期の紀元前1200-900年にすでにゴムを産出していた。
考古学的に発掘された最古のゴムボールはオルメカ文明に属するベラクルス州エル・マナティ遺跡のもので、紀元前900年ごろのものとされる。オルメカの巨石人頭像などは防具のヘルメットをかぶっている。また、球戯場もオルメカで発見されている。
古典期にはいるとボールは大型化したが、おそらく芯の部分にヒョウタンを入れることで中を空にして軽くした。古典期マヤでは球戯場はほとんどの遺跡に見られ、複数の球戯場を持つ遺跡も少なくない。球戯場のコートは古典期ではI字型で、側壁は外側にいくに従って高くなり、そこに観客用のベンチが設けられる。後古典期になると側壁が地面に対して垂直になる。
エルナン・コルテスは、1528年に球戯の競技者をスペインに連れていき、王宮で競技させている。

## 宗教的意味

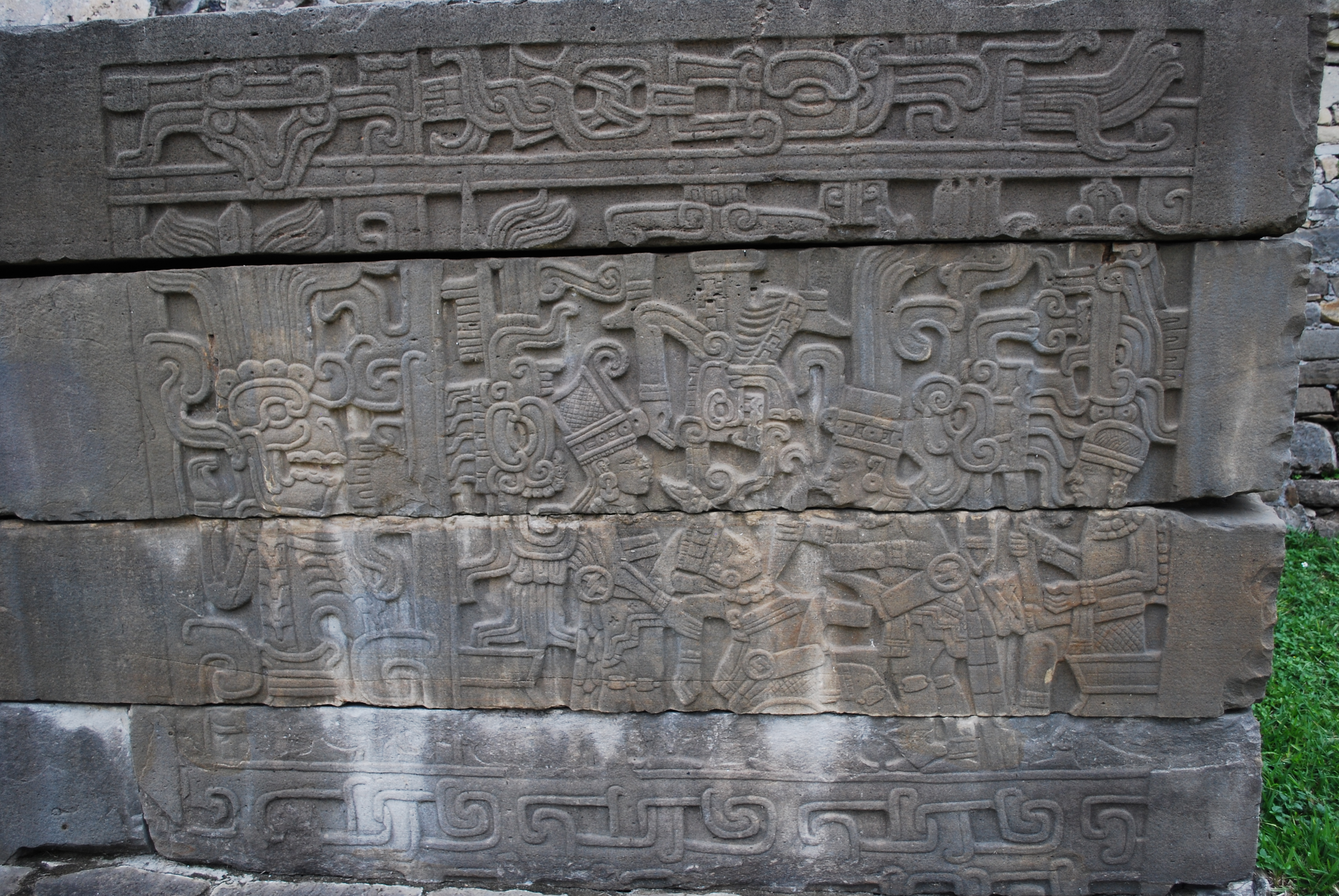

メソアメリカの球戯は競技としては現代の球技とそれほど変わるところがなかった。優れた競技者はスター扱いされ、また賭けも普通に行われた。しかし、宗教的な意味を持つ点では現代のスポーツと異なっていた。
『ポポル・ヴフ』では、フンアフプーとイシュバランケーの双子が地下のシバルバーで球戯を行い、地下の神々に打ち勝つ。
オアハカ州ダインス遺跡には手で球を操作する競技者を刻んだ石碑があるが、そのコスチュームは雨の神と関連する。また、ボールのかわりに石を使って競技されることがあった。これはメソアメリカに独特な流血の儀礼として行われた。

## 政治的意味
球戯は政治的な見せ物として実施されることもあった。捕虜たちが球戯に参加させられるが、この場合は政治的なショーであるので、必ず捕虜が負けるようになっており、負けた側は生贄にされ、しばしば首を刎ねられて、ナワトル語でツォンパントリ（tzompantli）と呼ばれる頭蓋骨置き場（球戯場近くに設けられた）にさらされた。チチェン・イッツァの球戯場には競技者が首を刎ねられる様子を描いたレリーフがある。